# Poço Santo

O Poço Santo, por vezes também denominado Poço Santo de Nossa Senhora, é um poço localizado na freguesia de Porches, Município de Lagoa, distrito de Faro, em Portugal.
Situado na Estrada do Poço Santo, via que une as localidades de Caramujeira/Vale d'El Rei, da freguesia de Lagoa, à vila de Porches, a origem exacta da construção deste poço é actualmente desconhecida, mas sabe-se que o mesmo foi considerado sempre como um local sagrado e centro de romarias por parte dos populares da região, tanto para pagar promessas, agradecer ou pedir graças à Santíssima Virgem Maria, ou, simplesmente, por devoção mariana, sendo normalmente visitado a pé ou em veículos motorizados.
Junto ao Poço Santo foi construído um pequeno monumento/capela dedicado a Nossa Senhora.